# René Collamarini
René Collamarini né à Paris le 5 janvier 1904 et mort à Saint-Mandé le 18 juin 1983 est un sculpteur et médailleur français.

## Biographie
René Collamarini fut l'élève du sculpteur Jean Boucher à l'École des beaux-arts de Paris en 1921. En 1929, il exposa au Salon des Tuileries un buste d'enfant. 

Il manifesta une prédilection pour la taille directe, qu'il définit ainsi : 

« Seule, elle est vraiment sculpture ; car elle oblige l’artiste à partir d’un bloc et à chercher dans la masse le volume qu’il veut libérer en allant du plus vers le moins. »

Il fut, en même temps que Robert Couturier et Maurice Georges Poncelet, lauréat du prix Blumenthal en 1930 et présenta, en 1933, au Salon des indépendants une statue en plâtre de François Villon, sa première œuvre importante. En 1931, il s'installa, au pied de la butte Montmartre, dans l’atelier des « Fusains » et devint ainsi le voisin de Pierre Bonnard. En 1933, il fit la connaissance de la comédienne Mona Dol qui devint la compagne de sa vie.
Il participa au décor de l’Exposition universelle de 1937 en réalisant, pour la façade du palais de Chaillot, le bas-relief La Céramique et le Verre ainsi que la statue de L'Automne. La Seconde Guerre mondiale vint mettre un frein à sa carrière, les commandes se faisant rares.
En 1940, le directeur du théâtre Montparnasse, Gaston Baty, lui commanda 300 marionnettes en bois. En 2013, 37 de ces marionnettes ont été acquises par la BnF.
Après la Seconde Guerre mondiale, il participa à la reconstruction d’Amiens et d’Abbeville en collaborant avec des
architectes et réalisa des sculptures monumentales pour des immeubles privés, des établissements scolaires, des hôpitaux... Son œuvre évolua alors vers une stylisation proche de l’abstraction.
Il sculpta des portraits en buste de Charles Dullin, Jacques Hébertot, Edmond Heuzé, Georges Joubin et Pierre Mendès-France. Il réalisa également tout au long de sa carrière, de nombreux portraits d'artistes de théâtre : Mona Dol (1933), Charles Dullin (1938), Jacques Hébertot (1952), Hélène Weigel dans le rôle de Mère Courage (1957), de peintres, Louis Neillot (1930), Georges Joubin (1978), d'hommes politiques, Paul Vaillant-Couturier (1938), Pierre Mendès France (1957) et créa des médailles pour la Monnaie de Paris : Gaston Baty, François Mitterrand, Francis Jourdain, Jean Rollin ainsi qu'un surtout pour la manufacture de Sèvres.
De 1959 à 1974, il fut professeur de sculpture en taille directe à l'École des beaux-arts de Paris : Alfred Basbous (en) intègre son atelier en 1960, Nissim Merkado en 1962. Il a également pour étudiant le sculpteur Roberto Gutierrez. En 1963, Pierre Moreels devient son assistant.
En 1968, il participe au jury du grand prix international de la sculpture de l'île de Bendor.
Le 6 décembre 1983, Collamarini est le sujet de l'émission Entre vous sur Antenne 2. Il apparaît aussi dans le film Nos tailleurs d'images, de René Lucot.
En 1994, le fonds d’atelier de René Collamarini vint enrichir les collections de la Fondation de Coubertin à Saint-Rémy-lès-Chevreuse.

## Vie privée
Il est ami avec Franco Adami. Michel Roudnitska rapporte avoir côtoyé Collamarini à Montmartre vers 15-16 ans. Paul Belmondo réalisa un médaillon en hommage à René Collamarini en 1976.

## Collections publiques

### France
- Abbeville : 
  - lycée Boucher de Perthes : Le Signal, 1962.
  - parc d'Emonville : Les Algues[15].
- Amiens : 
  - Sculptures sur la façade d'immeuble, rue des Trois-Cailloux (immeuble proue, place René Goblet) :
    - La Famille unie ;
    - Les Quatre Saisons (quatre statues)[15].

  - angle de la place Vogel et de la rue du moulin neuf : Saint Jacques agenouillé, 1953.
  - angle de la place Vogel et de la rue du général Leclerc : Le Velours d'Amiens, 1954.
  - square de Darlington : La Danse (représentant quatre danseuses), 1956.
  - cité scolaire :
    - Prométhée ;
    - La Licorne[15].
- Asnières-sur-Seine : Bas-relief Les neuf muses, plâtre, rue H.G.Fontaine, vers 1933.
- Calais : 
  - Sculpture de la sirène, immeuble Gavet.
  - Sculpture en béton (détruite), lycée Pierre de Coubertin, 1972.
- Crest : plaque funéraire sculptée pour la tombe de François-Jean Armorin.
- Grenoble : deux sculptures, granit, Ense-Grenoble INP (23 avenue des martyrs), 1969.
- La Courneuve : 
  - Danseuse, sculpture sur le fronton du centre culturel, 1977.
  - L'Arbre de science, Hommage à Paul Langevin, Hall de l'hôtel de ville, 1965.
  - Sculpture, Collège Georges-Politzer.
- Montreuil : 
  - sculpture en pierre, parc Montreau.
  - sculpture, Lycée Jean-Jaurès, 1975.
- Mouilleron-en-Pareds : Buste du général de Lattre de Tassigny, musée national Clemenceau-de Lattre, 1945.
- Nevers : monument en souvenir de la Résistance de la Nièvre (architecte : Berthelot)[16].
- Paris :
  - Bibliothèque nationale de France, département des arts et du spectacle : 37 marionnettes en bois créées pour le théâtre Montparnasse en 1940[5].
  - Monnaie de Paris : médailles de Gaston Baty, François Mitterrand, Francis Jourdain et Jean Rollin.
  - Musée national d'art moderne : L'Automne, 1936 : commande pour l'exposition internationale de Paris de 1937.
  - rue Nélaton, siège des services de la police nationale : fontaine, l'une des rares construites à Paris intra-muros dans la seconde partie du XXe siècle.
  - Fontaine (architecte : Pierre Dufau), 88 rue de la Fédération, 1963.
  - square Paul-Langevin : Statue de François Villon, 1947.
- Saint-Cyr-sur-Morin, musée départemental de la Seine-et-Marne.
- Saint-Denis :
  - musée d'Art et d'Histoire Paul-Éluard.
  - sculpture en marbre blanc, parc de la légion d'honneur.
- Saint-Rémy-lès-Chevreuse, Fondation de Coubertin : fonds de l'atelier du sculpteur.
- Yvetot : Façade de l'église Saint-Pierre d'Yvetot, 1954[17].

### Autres pays
- Abidjan : sculptures extérieures du palais présidentiel.